# Comté de Houston (Minnesota)
Pour les articles homonymes, voir Comté de Houston.
Le comté de Houston est situé dans l’État du Minnesota, aux États-Unis. Il comptait 18 843 habitants en 2020. Son siège est Caledonia.

## Municipalités du comté
- Brownsville
- Caledonia
- Eitzen
- Hokah
- Houston
- La Crescent
- Spring Grove